# Геніократія
Геніократія — основа для системи влади, яка використовує раціональний підхід, творчий інтелект та співчуття як критерії управління. Цю ідею вперше запропонував Раель (лідер Міжнародного руху Раеля) у 1977 році.

## Визначення
Термін «геніократія» походить від слова «геній» і описує систему, в якій розвинутий інтелект та спроможність до співчуття є основними факторами відбору кандидатів на керуючі посади. Ця система має демократичний виборчий апарат, але відрізняється від традиційної ліберальної демократії: кандидат на посаду має на певному мінімальному рівні володіти навичками вирішення проблем та творчим інтелектом. Порогові значення, запропоновані Раелянами, на 50 % перевищують середнє значення для кандидата на виборах і на 10 % вище середнього значення для виборця.